# ラベリー
ラベリー (英語: Ravelry)は無料で利用できるソーシャル・ネットワーキング・サービス。ベータ版が2007年5月から開始された。編み物、かぎ針編み、紡績、織物など、種類に富んだ織物工芸についての情報が統合されたツールが利用できる。アカウントを作成すると、作品のアイディアや企画、糸や繊維などの情報を、提供されている様々なツールを使用して共有することが出来る。

## 展開
2007年5月、ジェシカ・フォーブス (Jessica Forbes)とキャシディ(Cassidy)の二人の、織物工芸のアーティストがインターネット上で活動できる場所を作りたいという思いつきからラベリーは設立された。サイトの目的は以下のように説明されている。
ラベリーは棒針編み、かぎ針編み、紡ぎ、染めをやる人やデザイナーが彼らの編み糸を追跡し、編みパターンの情報を得るツールがあり、他の作品を見て、ひらめきやアイディアを得る場所である。 

ソーシャルネットワーキングサイトとして、ユーザーが作品についての語り合えるのに加え、アーティストのビジネス活動も推進しており、創作した編み図や糸の販売が可能である。小売や個人販売、あるいは大きな営業形態のどちらでも、宣伝が可能である。また、このサイトは市場調査にも利用できる。
ティム・ブレイはラベリーについて「RubyとRails技術で開発された最たる成功例の一つである」と記している。

## 特徴
「ラベリーは、ウールの荒野を旅するための代表的な針づかいを案内するインターネットツールとなった。」
各作品の情報はタブで管理されており、タブ、子タブ、詳細を変更することでカスタマイズを可能とする。これらの機能はユーザーのコミュニティの声を反映したものである。
作品の写真は、FlickrやPhotobucket、Picasaなどのアカウントと統合できる為、直接サイトに反映することができる。ブログやfacebookなどのSNSとも統合可能であり、友人同士で励ましあいながら作品を作れるよう配慮されている。
ラベリーには三つのショップがあり、これらはこのウェブサイトを運営する為に必要なものとなっている。ラベリーミニマートは、ロゴ入りのTシャツ、バッグ、ステッカーなどの小物を扱う。マーケットプレイスは、バナー広告と織物工芸品を取り扱う。織り図ショップは、PDF形式の織り図を販売している。ほとんどの収益は、作品の作り手へ還元され、その割合は98.7％である。